# Charles J. Guiteau
Charles Julius Guiteau (8 de septiembre de 1841 - 30 de junio de 1882) fue un escritor y abogado estadounidense conocido por asesinar al presidente de los Estados Unidos James A. Garfield el 2 de julio de 1881. Por este motivo, fue ajusticiado en la horca cinco meses después. 
Guiteau creía que él había desempeñado un rol importante en la victoria de Garfield durante las elecciones presidenciales de Estados Unidos de 1880, por lo que debía ser recompensado con un consulado. Guiteau se sintió ofendido por el rechazo de su administración para servir en Viena o en París por lo que decidió matar al presidente Garfield, disparándole en la estación de tren de Baltimore y Potomac. 
Sobre este evento, el poeta cubano José Martí escribe un detallado artículo, fechado el 15 de julio de 1882 y publicado en el diario argentino La Nación el 13 de septiembre de ese mismo año. Fue publicado nuevamente el 22 de enero de 2003  y se encuentra disponible en línea.

## Primeros años
Guiteau nació en Freeport, Illinois, fue el cuarto de seis hijos de Jane August y de Luther Wilson Guiteau, descendiente de una familia de hugonotes. Se mudó junto a su familia a Ulao, Wisconsin (cerca de lo que es hoy en día Grafton), donde vivió desde 1850 hasta la muerte de su madre, en 1855. Guiteau y su padre regresaron a Freeport.
Heredó mil dólares (ajustado a la inflación, 28 000 USD actuales) de su abuelo y fue a Ann Arbor para asistir a la Universidad de Míchigan. Debido a su mala preparación académica, suspendió los exámenes de ingreso. A cambio, asistió a las clases de francés y de álgebra en el Instituto de Ann Arbor, mientras recibía numerosas cartas de su padre preguntándole acerca de sus progresos académicos. Poco después, abandonó la escuela y en junio se unió a la secta religiosa de la Comunidad de Oneida, en Oneida, Nueva York, en la que su padre tenía afiliaciones cercanas. De acuerdo con Brian Resnick, de The Atlantic, Guiteau veneraba al fundador del grupo, John Humphrey Noyes, y una vez escribió que tenía «una confianza perfecta, total, absoluta, en él, en todo».
Guiteau fue generalmente rechazado durante sus cinco años en la secta, y su apellido sirvió para ser apodado como «Gitout».